# 天竺圓唇魚
天竺圆唇鱼（学名：Cyclocheilichthys apogon）为輻鰭魚綱鯉形目鲤科的其中一種，分布於亞洲緬甸至印尼，本魚沒有觸鬚；在尾部的基底具黑色的斑塊；鱗片列具有黑色斑點，體長可達25公分，棲息於小溪流、水庫、湖泊、運河及溝渠的平靜水域，屬肉時性，在植物周圍吃小的浮游生物與甲殼動物，屬經濟性食用魚及觀賞魚。